# André Bérard (architecte)
Pour les articles homonymes, voir André Bérard et Bérard.
André Bérard (1871-1948) est un architecte français de Paris.

## Biographie
André Louis Bérard, né le 11 décembre 1871 dans le 11e arrondissement de Paris, ville où il est mort le 27 février 1948 en son domicile dans le 16e arrondissement, est un architecte français. Il est le fils de l'architecte Édouard Bérard (1843-1912) et le père du peintre et décorateur Christian Bérard (1902-1949). André Bérard est membre fondateur de la Société française des urbanistes fondée en 1911.

## Distinctions
André Bérard est nommé chevalier dans l'ordre national de la Légion d'honneur le 25 juillet 1925 et officier, du même ordre, le 17 juin 1938.

## Principales réalisations
- Hôtel particulier, 9, rue Benouville, Paris, signé en façade (1885).
- Tombe de J. Cornély au cimetière du Père-Lachaise, 1910.
- Statue de Madame Boucicaut et la baronne Clara de Hirsh, square Boucicaut, Paris, 1914.
- Piscine du Touquet-Paris-Plage, Le Touquet-Paris-Plage, 1931.
- Groupe scolaire Charcot-Barbusse, Romainville, 1939.

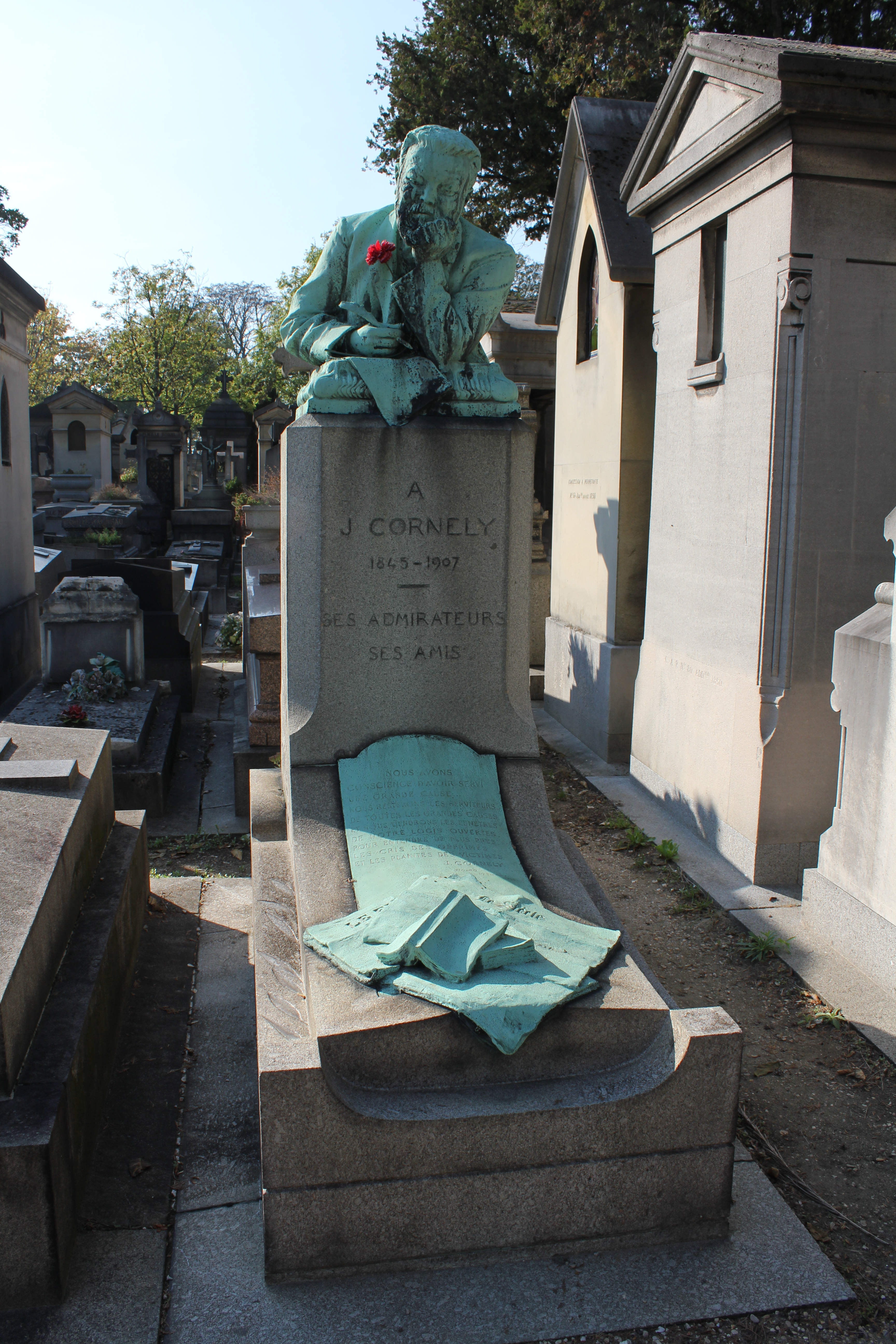
Tombe de Jules Cornély.
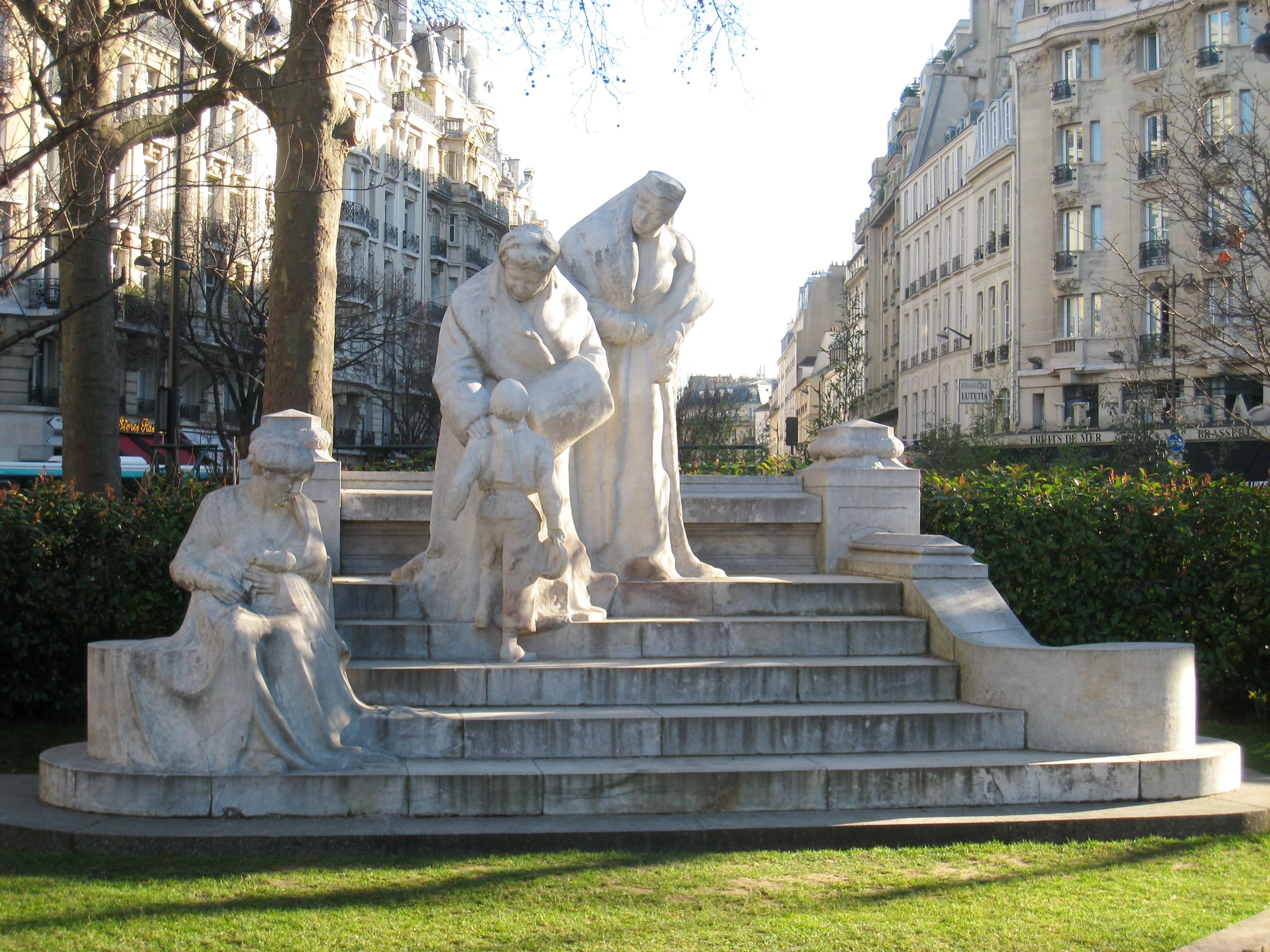
Statue de Madame Boucicaut et de la baronne Clara de Hirsh.
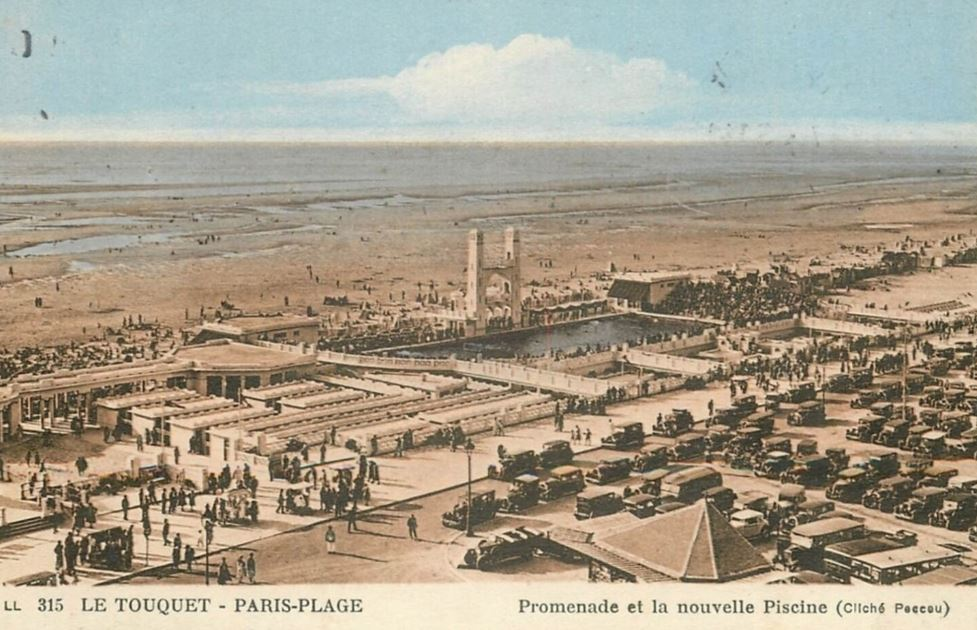
Piscine du Touquet-Paris-Plage.